# Villa Cornaro (Romano d'Ezzelino)
Villa Cornaro è una villa veneta situata a Romano d’Ezzelino, in provincia di Vicenza. Appartenuta alla famiglia veneziana dei Corner del ramo di San Polo è costituita da un complesso di due ville con annesso parco. La villa più antica, una casa dominicale con pertinenze agricole, risale al XVI secolo; la seconda, costruita nel XVIII secolo, ebbe invece la funzione di casa per la villeggiatura. 
Davanti alla facciata principale della villa più antica sorgeva un pregiato giardino all’italiana opera dell’architetto Vincenzo Scamozzi e da questi citato nella sua Idea dell'architettura universale pubblicata a Venezia nel 1615.
In virtù della sua posizione geografica strategica, Villa Cornaro (più nota sul territorio come Ca' Cornaro), fu più volte occupata militarmente nel corso della sua storia.
La casa di villeggiatura è dotata di un ricco e raffinato apparato decorativo a stucco con soggetti a tema mitologico. All’interno della stessa villa e del suo oratorio, dedicato a san Giuseppe, sono presenti affreschi attribuibili ai Tiepolo.

## Storia

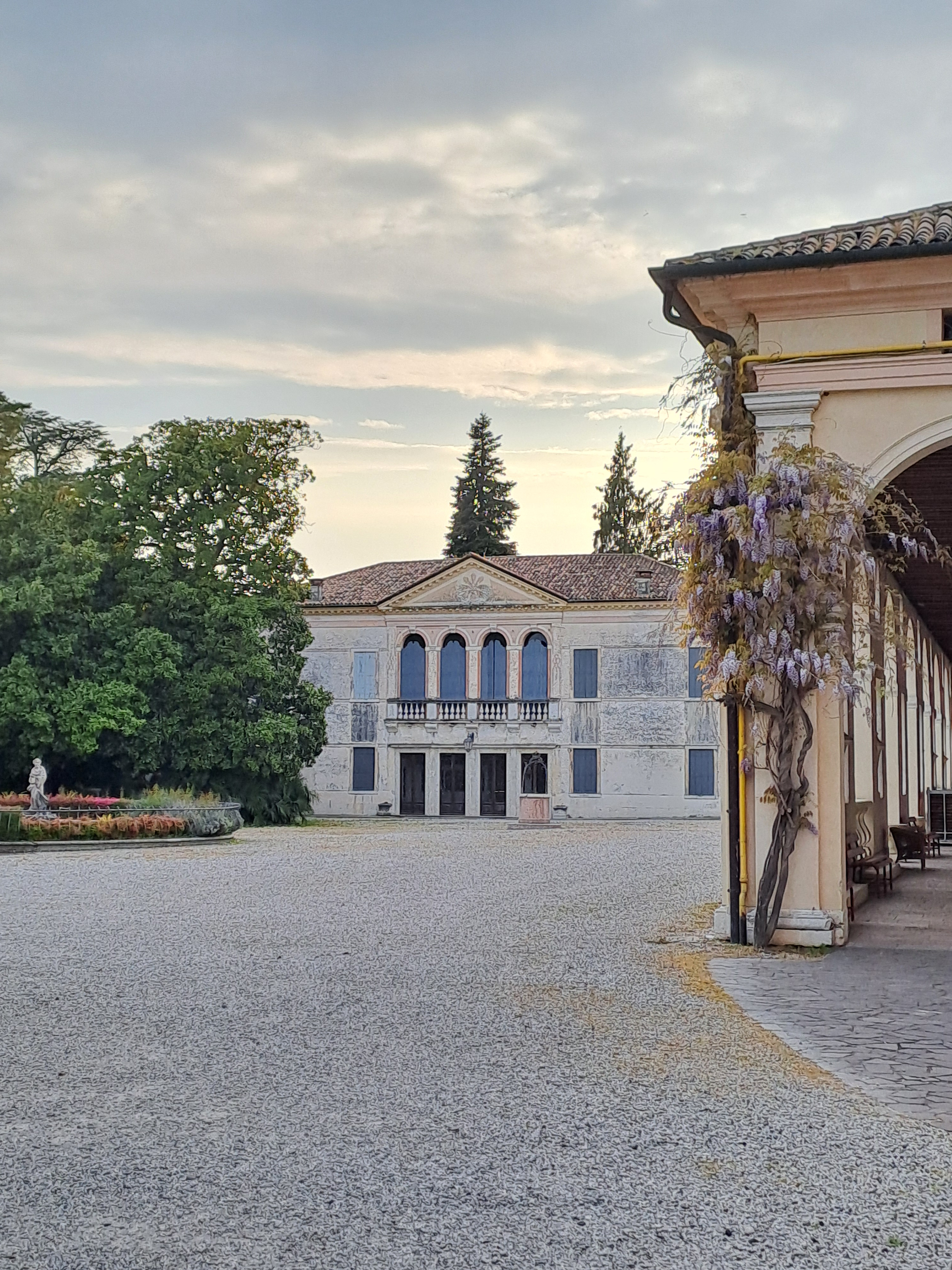
Villa Cornaro, XVI sec.

La villa appartenne ai Corner di San Polo a partire almeno dalla fine del XVI secolo, per tutto il Seicento e Settecento, fino al 1820, anno della morte di Elisabetta, ultima proprietaria, figlia del N.H. Giovanni Corner, che è sepolta per sua esplicita volontà testamentaria nell’oratorio della villa, insieme al marito Almorò Grimani Giustinian.
Alcuni tra i personaggi illustri della famiglia Corner collegati alla storia della casa furono il doge Giovanni II e suo fratello, Giorgio, cardinale e vescovo di Padova e Francesco Corner, figlio del doge, ambasciatore in Inghilterra. 
Nel 1820 la proprietà passò ai nipoti di Elisabetta Corner vedova Grimani Giustinian, figli di sua sorella Laura, sposata con Alvise I Mocenigo di San Stae. I Mocenigo furono proprietari della villa fino quasi alla fine del secolo, ma lasciarono decadere la casa e soprattutto l’oratorio – complice la situazione politica ed economica del tempo – per poi decidere di vendere, progressivamente, i terreni circostanti e infine anche il complesso monumentale (ville, oratorio, giardini e parco).
Alla fine dell’Ottocento la casa venne acquistata dalla famiglia di Giuseppe Rossi di Crespano, campione di trotto. I Rossi costruirono nel parco un grande ippodromo che venne utilizzato per gare ippiche ed eventi internazionali. 
Morto tragicamente Giuseppe nel 1910, il complesso passò in eredità a suo figlio Giannino, che, con la moglie, Antonietta Milesi, figlia del noto pittore Alessandro, si dedicò soprattutto all’arte e alla cultura, premurandosi di conservare e restaurare quanto più possibile, fino a far apporre, nel 1925, il vincolo del Ministero dell’Istruzione. Ca’ Cornaro fu la prima di numerose ville del territorio ad essere sottoposta a tutela, in virtù del suo pregio estetico, architettonico e paesaggistico. 
Nella seconda metà degli anni Venti del Novecento, i Rossi vendettero la proprietà ad Ernesto Moizzi, intenditore e appassionato d’arte che, con la moglie Letizia, portò avanti con passione e impegno la cura della villa e dei suoi magnifici giardini. 
Nel 1955 la famiglia Moizzi vendette la villa all’ordine di San Giovanni di Dio, Fatebenefratelli, che ne fecero dapprima un educandato e poi una struttura adibita a casa di riposo. 
Oggi la villa è una delle sedi della Fondazione Croce Reale che, unitamente all'Accademia San Pietro, organizza eventi di natura culturale e formativa.